# Comprimento de Debye
A noção de comprimento de Debye desempenha um importante papel em física de plasma, eletrólitos e colóides (teoria DLVO).
Em física de plasma, o comprimento de Debye, em referência ao químico Peter Debye, é a escala de comprimento sobre a qual cargas elétricas (por exemplo os elétrons) projetam o campo eléctrico em um plasma ou um outro condutor. Em outros termos, o comprimento de Debye é a distância em partes da qual uma separação significativa das cargas pode ter lugar.

## Origem física
O comprimento de Debye surge naturalmente em considerar-se a separação de uma fonte de potencial elétrico por uma nuvem de partículas carregadas cuja densidade é determinada por sua energia no potencial elétrico. Se o potencial a ser separado é notado por φ, a energia da partícula carregada de carga q neste potencial é qφ. É conveniente tomar-se a carga q como a carga elementar do elétron. Supondo que a probabilidade de encontrar-se uma partícula com esta energia é determinado pela distribuição de Boltzmann, o número de partículas em uma posição onde o potencial seja φ torna-se:
{\displaystyle N(\phi )=N_{0}e^{-q\phi /(k_{B}T)}\ ,}
onde N0 é a densidade onde o potencial é zero, kB é a constante de Boltzmann e T é a temperatura absoluta em kelvins. Supõe-se que o potencial tem a polaridade correta para elevar a energia das cargas que separam o potencial, que faz menos provável para encontrar cargas nas regiões de potencial elevado. Para determinar o potencial em função da posição, esta densidade de carga é colocado dentro da equação de Poisson para obter-se:
{\displaystyle {\nabla }^{2}\phi (\mathbf {r} )={\frac {qN_{0}\left(1-e^{-q\phi /(k_{B}T)}\right)}{\kappa \epsilon _{0}}}\ ,}
onde, como uma conveniência matemática para finalidades da ilustração, a carga esteja arranjada para desaparecer quando o potencial for zero. Os parâmetros na equação de Poisson são к = permissividade elétrica estática relativa do meio, ε0 = constante elétrica. Uma unidade natural para o potencial é a tensão térmica (papel da constante de Boltzmann na física de semicondutores) definida como
{\displaystyle V_{th}={\frac {k_{B}T}{q}}\ ,}
onde q é a carga elementar. Usando estas unidades para potencial, a equação de Poisson torna-se:
{\displaystyle {\nabla }^{2}\left({\frac {\phi (\mathbf {r} )}{V_{th}}}\right)=\left({\frac {1}{\lambda _{D}}}\right)^{2}\left(1-e^{-q\phi /(k_{B}T)}\right)\ ,}
como o comprimento de Debye λD definido por
{\displaystyle \lambda _{D}=\left({\frac {\kappa \epsilon _{0}k_{B}T}{q^{2}N_{0}}}\right)^{1/2}\ .}
Esta equação de Poisson é altamente não linear. Ela pode ser resolvida em um caso mono-dimensional usando um fator de integração, mas para interpretar o comprimento de Debye basta tomar um exemplo simplificado com um potencial muito pequeno (i.e., pequeno comparado à tensão térmica). Então a equação pode ser tornada linear usando a série de Taylor para que a função exponencial obtenha a equação de Debye-Hückel linear:
{\displaystyle {\nabla }^{2}\left({\frac {\phi (\mathbf {r} )}{V_{th}}}\right)=\left({\frac {1}{\lambda _{D}}}\right)^{2}\left({\frac {\phi (\mathbf {r} )}{V_{th}}}\right)\ ,}
a qual tem como os potenciais soluções decaindo com distância do potencial de origem em uma taxa dada pelo comprimento de Debye: as gotas potenciais a 1/e de seu valor indiferenciadas de aproximadamente um comprimento de Debye. A taxa de deterioração depende um tanto da extensibilidade da região de solução: por exemplo, é o potencial original planar, cilíndrico ou esférico?

## Valores típicos
Em plasmas espaciais onde a densidade de elétrons é relativamente baixa, o comprimento de Debye pode alcançar valores macroscópicos, tais como na magnetosfera, vento solar, meio interestelar e meio intergalático (ver tabela):
| Plasma             | Densidade ne(m−3) | Temperatura de elétrons T(K) | Campo magnético B(T) | Comprimento de Debye λD(m) |
| Descarga em gás    | 1016              | 104                          | --                   | 10−4                       |
| Tokamak            | 1020              | 108                          | 10                   | 10−4                       |
| Ionosfera          | 1012              | 10³                          | 10−5                 | 10−3                       |
| Magnetosfera       | 107               | 107                          | 10−8                 | 10²                        |
| Núcleo solar       | 1032              | 107                          | --                   | 10−11                      |
| Vento solar        | 106               | 105                          | 10−9                 | 10                         |
| Meio interestelar  | 105               | 104                          | 10−10                | 10                         |
| Meio intergalático | 1                 | 106                          | --                   | 105                        |

- «www.pma.caltech.edu» (em inglês)

Hannes Alfven aponta que: "Em um plasma da baixa densidade, as regiões de carga de espaço localizadas podem acumular gotas de grande potencial em distâncias da ordem de alguns dezenas dos comprimentos de Debye. Tais regiões foram chamadas camadas duplas elétricas. Uma camada dupla elétrica é a distribuição de carga mais simples do espaço que dá uma gota de potencial na camada e em um campo elétrico em desaparecimento em cada lado da camada. Em laboratório, as camadas duplas foram estudadas pela metade de um século, mas sua importância nos plasmas cósmicos tem sido geralmente reconhecida."

## Comprimento de Debye em um plasma
Em um plasma, o comprimento de Debye é
{\displaystyle \lambda _{D}={\sqrt {\frac {\varepsilon _{0}k/q_{e}^{2}}{n_{e}/T_{e}+\sum _{ij}j^{2}n_{ij}/T_{i}}}}}
onde
λD é o comprimento de Debye,
ε0 é a constante de permissividade do vácuo,
k é a constante de Boltzmann,
qe é a carga sobre um elétron,
Te e Ti são as temperaturas de elétrons e íons, respectivamente,
ne é a densidade de elétrons,
nij' é a densidade de espécies atômicas i, com carga iônica positiva jqe

## Comprimento de Debye em um eletrólito
Em um eletrólito ou uma dispersão coloidal, o comprimento de Debye é normalmente notado com o símbolo κ−1
{\displaystyle \kappa ^{-1}={\sqrt {\frac {\varepsilon _{0}\varepsilon _{r}kT}{2N_{A}e^{2}I}}}}
onde
I é a força iônica do eletrólito,
ε0 é a permissividade do vácuo,
εr é a constante dielétrica,
k é a constante de Boltzmann,
T é a temperatura absoluta em kelvins,
NA é o número de Avogadro.
e é a carga elementar,
ou, para um eletrólito simétrico monovalente,
{\displaystyle \kappa ^{-1}={\sqrt {\frac {\varepsilon _{0}\varepsilon _{r}RT}{2F^{2}C_{0}}}}}
onde
R é a constante dos gases,
F é a constante de Faraday,
C0 é a concentração molar do eletrólito.
Alternativamente,
{\displaystyle \kappa ^{-1}={\frac {1}{\sqrt {8\pi \lambda _{B}N_{A}I}}}}
onde
{\displaystyle \lambda _{B}} é o comprimento de Bjerrum do meio.
Para a água a temperatura ambiente, λB ≈ 0.7 nm.